# Skagens församling
Skagens församling var en församling  i Skara stift i nuvarande Karlsborgs kommun. Församlingen uppgick slutgiltigt 1826 i Undenäs församling.
Kyrka var Skaga stavkyrka som revs 1826 men sedan rekonstruerats.  

## Administrativ historik
Församlingen har medeltida ursprung och uppgick under medeltiden i Undenäs församling, men fanns som kapellförsamling mellan 1815 och 1826. Församlingen ingick i pastorat med Undenäs församling.